# سفارة روسيا في مصر
سفارة روسيا في مصر هي أرفع تمثيل دبلوماسي لدولة روسيا لدى مصر. تقع السفارة في وهي تهدف لتعزيز المصالح الروسية في مصر.

## وصلات خارجية
- الموقع الرسمي
- قائمة سفارات روسيا
- قائمة السفارات في مصر